# 기독교청년회
기독교청년회(YMCA, Young Men's Christian Association)는 영국의 복음주의자들이 1844년 결성한 기독교 민간단체이다. 세계 120개국, 1만여 개의 조직이 있으며, 한국에서는 개화기 때인 1903년 10월에 창립한 대한기독교청년회연맹이 한국 YMCA의 시작이며, 월남 이상재 선생이 참여했다.
처음부터 빠르게 성장했고 궁극적으로 근육적 기독교 원칙에 기초한 세계적인 운동이 되었다. 지역 YMCA는 운동 시설 제공, 다양한 기술 강습 개최, 기독교 홍보, 인도주의 활동 등 다양한 청소년 활동을 통해 청소년 개발에 초점을 맞춘 프로젝트와 서비스를 제공한다.
YMCA는 비정부 연맹으로, 각각의 독립된 지역 YMCA가 국가 조직에 소속되어 있다. 국가 조직은 지역 연합(유럽, 아시아 태평양, 중동, 아프리카, 라틴 아메리카 및 카리브해 지역, 미국 및 캐나다)과 세계 YMCA 연합(세계 YMCA)의 일부이다. 결과적으로 모든 YMCA는 고유하며 Paris Basis와 같은 특정 공유 목표를 따른다.
YMCA는 또한 개신교 가치에 기초한 파라처치 조직으로 간주되었다. 유사한 조직으로는 기독교청년협회(YWCA), 히브리청년협회(YMHA), 불교청년협회(YMBA) 등이 있다.
대중문화에서 YMCA는 빌리지 피플이 1978년에 발표한 노래 〈Y.M.C.A〉의 주제이다. 이 노래 덕분에 인지도가 크게 높아졌다.

## 역사

### 유래

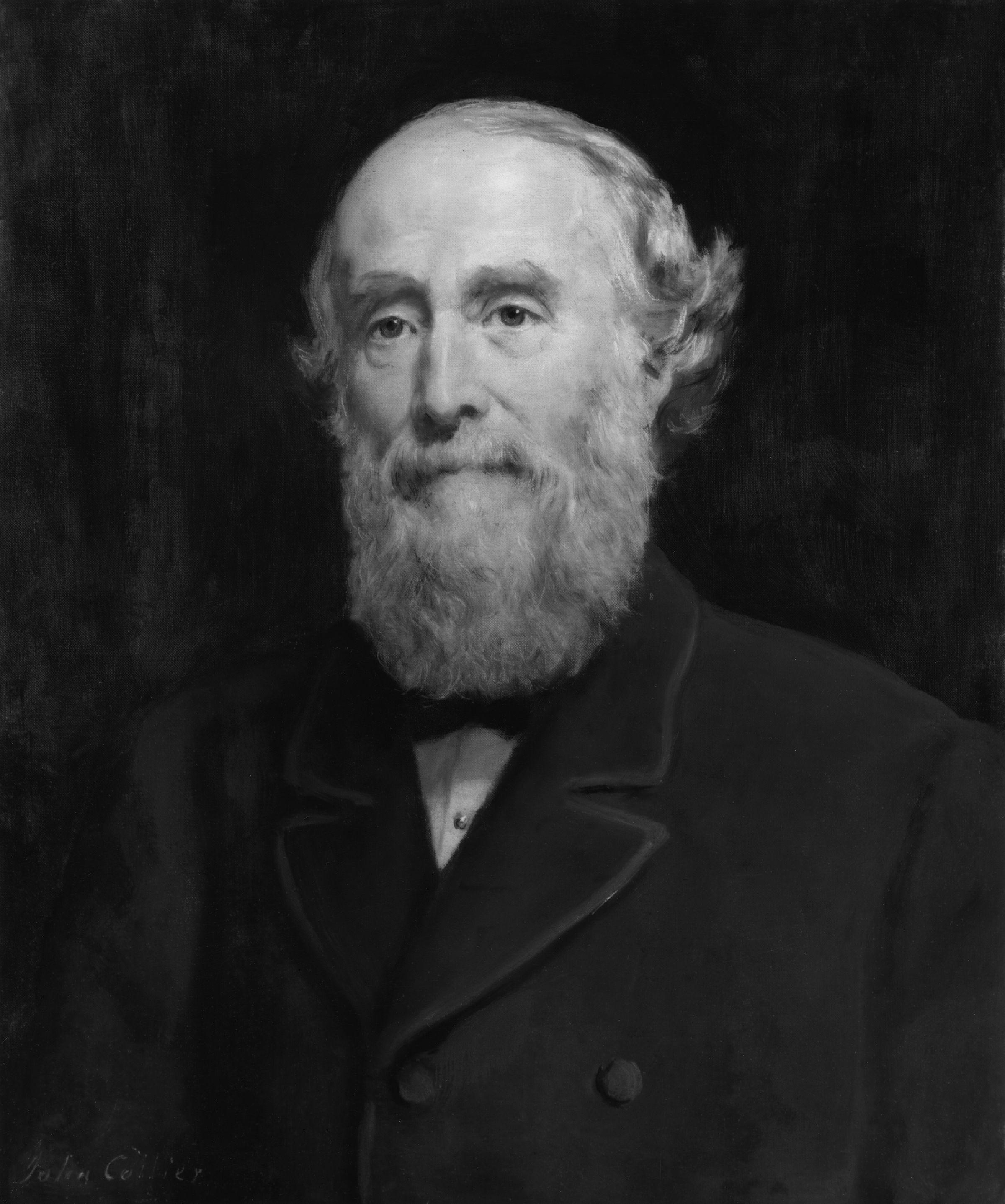
YMCA 창립자인 조지 윌리엄스

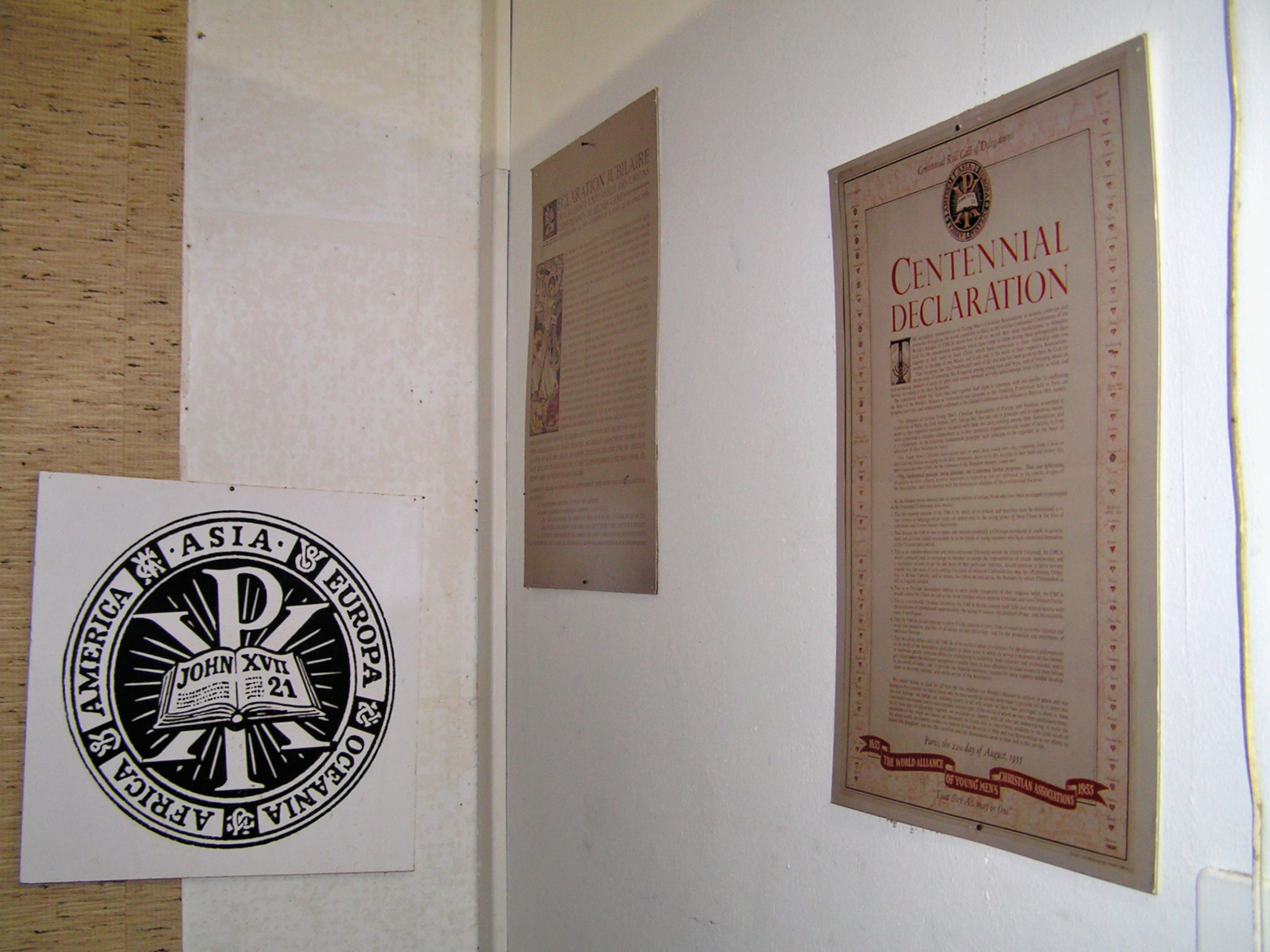
제네바에 전시된 세계 YMCA 연합 로고

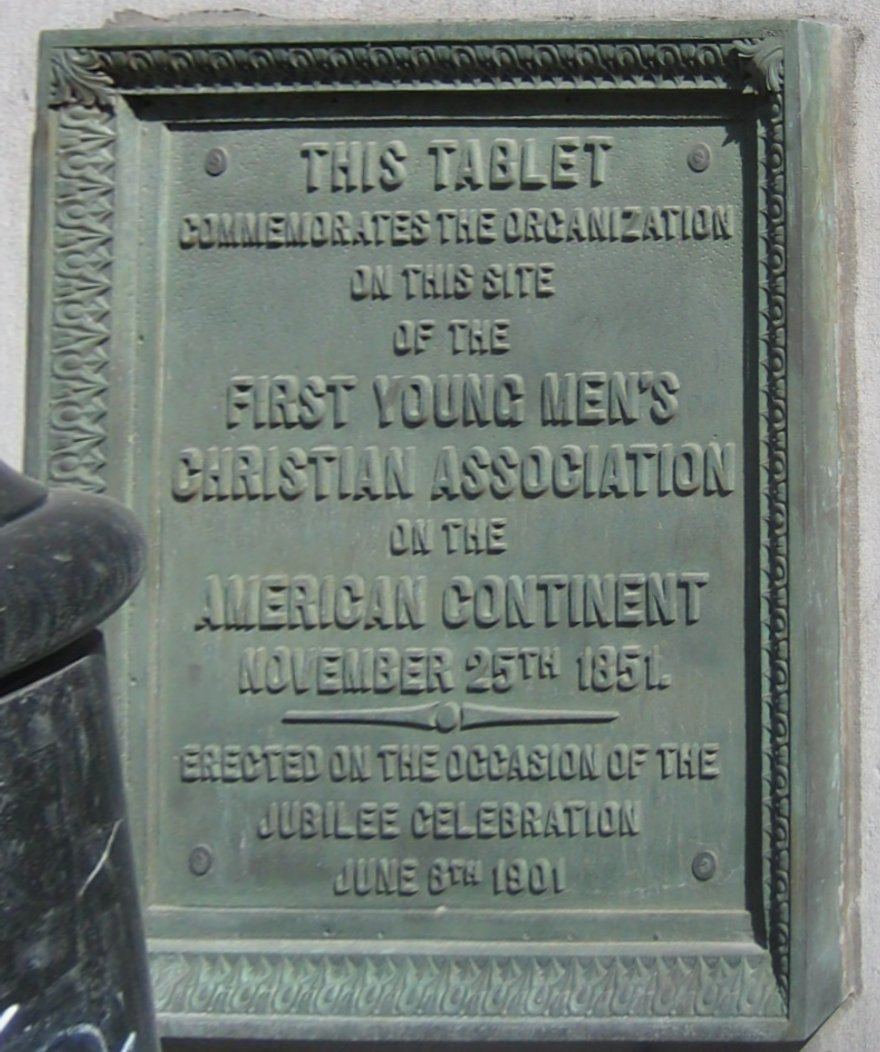
몬트리올 YMCA의 1851년 설립을 알리는 역사적 표지판

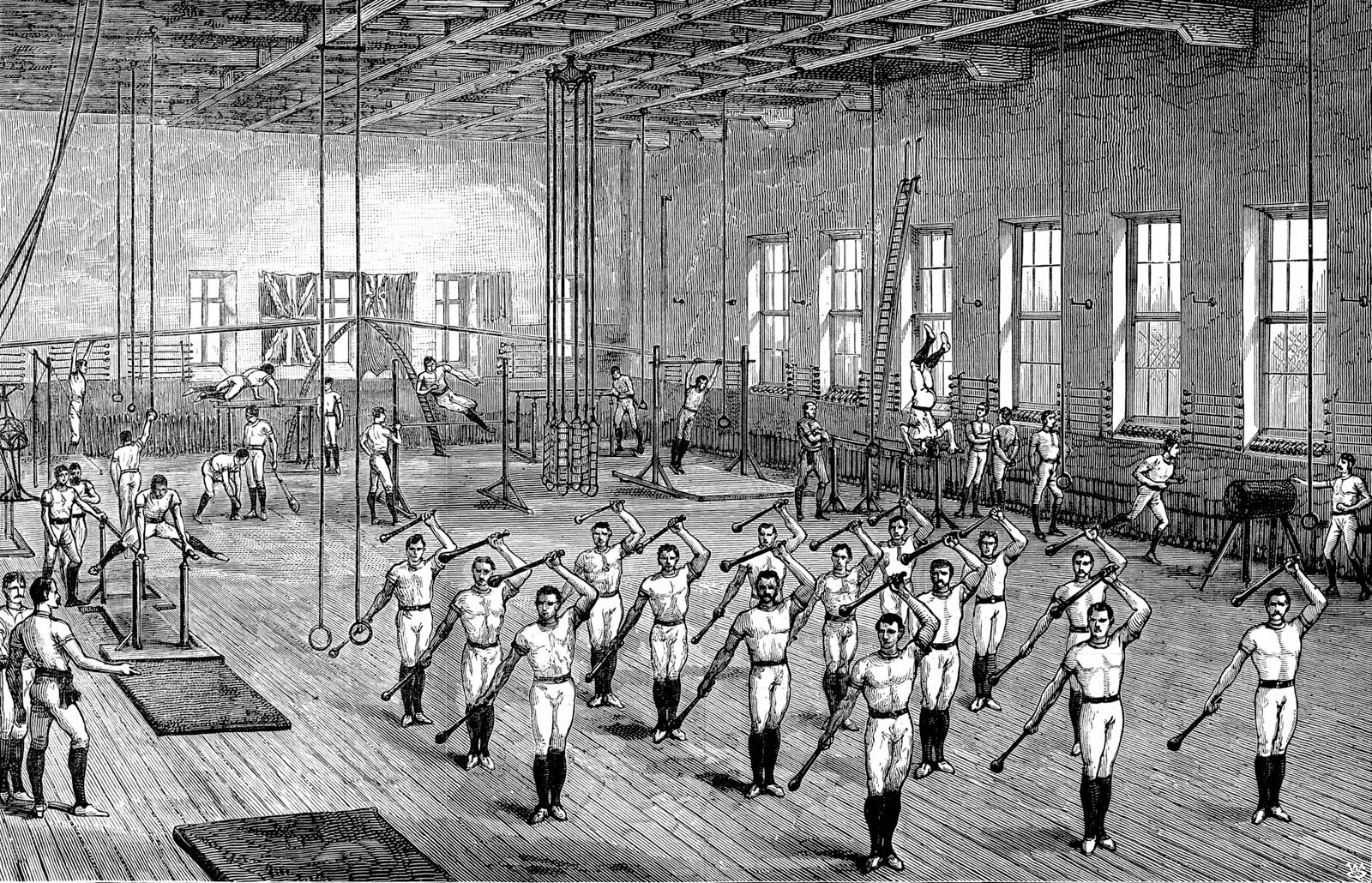
1888년 런던의 YMCA 체육관

청년기독교협회(YMCA)는 조지 윌리엄스와 11명의 친구들에 의해 설립되었다. 윌리엄스는 산업혁명으로 인해 도시로 이주한 전형적인 젊은이들의 대표적인 런던 포목공이었다. 그들은 주요 도시의 젊은이들을 위한 건강한 활동이 부족한 것에 대해 우려했다. 당시 이용 가능했던 옵션은 일반적으로 선술집과 매춘소였다. 윌리엄스의 사상은 런던 시내의 한 사업장에서 동료들과 함께 기도하고 성경을 읽는 모임을 가졌던 것에서 비롯되었으며, 1844년 6월 6일 그는 이러한 목적으로 YMCA를 창립하게 된 첫 번째 모임을 열었다. "옷장, 자수 및 기타 무역에 종사하는 젊은이들의 영적 상태를 개선한다." 앤서니 애쉴리 쿠퍼(Anthony Ashley-Cooper, 7th Earl of Shaftesbury)는 1851년부터 1885년 사망할 때까지 YMCA의 초대 회장을 역임했다.
1845년까지 YMCA는 1848년부터 런던 엑서터 홀에서 열렸던 일련의 인기 강의를 시작했고 이듬해 출판되기 시작했으며 이 시리즈는 1865년까지 계속되었다.
YMCA는 산업화와 젊은이들이 일하기 위해 도시로 이동하는 것과 관련이 있다. YMCA는 "거리에서의 설교와 종교 전도지 배포를 사회 사역과 결합했다. 자선가들은 이곳을 술, 도박, 매춘의 유혹으로부터 청소년을 보호하고 훌륭한 시민권을 장려하는 건전한 오락의 장소로 여겼다."

### 운동
YMCA는 런던 하이드파크에서 열린 일련의 세계 박람회 중 첫 번째인 1851년 대박람회 덕분에 영국 밖으로 확산되었다. 그해 말에는 호주, 벨기에, 캐나다, 프랑스, 독일, 네덜란드, 스위스, 홍콩 및 미국에 YMCA가 있었다.
국제 본부로 진정한 글로벌 운동을 창출하려는 아이디어는 나중에 국제 적십자위원회를 창설하고 최초의 노벨 평화상을 수상한 YMCA 제네바 사무총장인 헨리 뒤낭(Henry Dunant)이 주도했다. 뒤낭은 YMCA 파리를 성공적으로 설득하여 첫 번째 YMCA 세계 회의를 조직했다. 1855년 만국박람회(1855)가 열리기 전에 9개국에서 온 99명의 젊은 대표자들이 모인 회의가 1855년 8월에 열렸다. 그들은 개별 YMCA 학회 간의 협력을 강화하기 위해 연맹 가입에 대해 논의했다. 이것이 세계YMCA연맹의 시작을 알렸다. 회의에서는 현재와 미래의 모든 국가 YMCA의 공통 사명인 파리 기반을 채택했다. 그 모토는 "다 하나가 되라"(요한복음 17:21)라는 성경에서 따온 것이다.
세계YWCA, 세계교회협의회, 세계학생기독교연맹과 같은 다른 에큐메니컬 단체들은 창립 사명 선언문에 파리 베이스의 요소들을 반영했다. 1865년 독일에서 개최된 제4차 YMCA 세계대회에서는 개인의 정신, 정신, 육체의 전인적 발전의 중요성이 확인되었다. 당시의 새로운 개념인 스포츠를 통한 육체 노동 개념도 이러한 '근육적 기독교'의 일부로 인식되었다.
YMCA는 캠프파이어(단체), 미국 걸스카우트, 미국 보이스카우트 등 캠핑단체와 협력해 왔다. 이는 1989년부터 2015년까지 지속되었다.

## 파리기준
파리기준은 1855년 8월 22일 세계기독교청년회] 창립 총회에서 채택한 YMCA의 공동 이념이다.
기독교청년회는 성서 말씀대로 예수 그리스도를 하나님과 그리스도로 믿어 그 신앙과 생활에서 그의 제자 되기를 원하는 청년들을 하나로 뭉치고, 또 그 힘을 합하여 청년들 가운데 하나님의 나라 즉, 하나님의 다스림을 확장하는 것을 목적으로 한다.현재 세계각국에 각종 자선단체와 기독교청년회 분교가 분포해 있다.

## 같이 보기
- Y.M.C.A. (노래)
- 콩칭기신칼리지 (YMCA of Hong Kong Christian College)

### 1차 각주
- 《The Report of the Thirteenth Triennial International Conference and Jubilee Celebration of Young Men's Christian Associations》. London: Jubilee Council. 1895.